# Den Turck

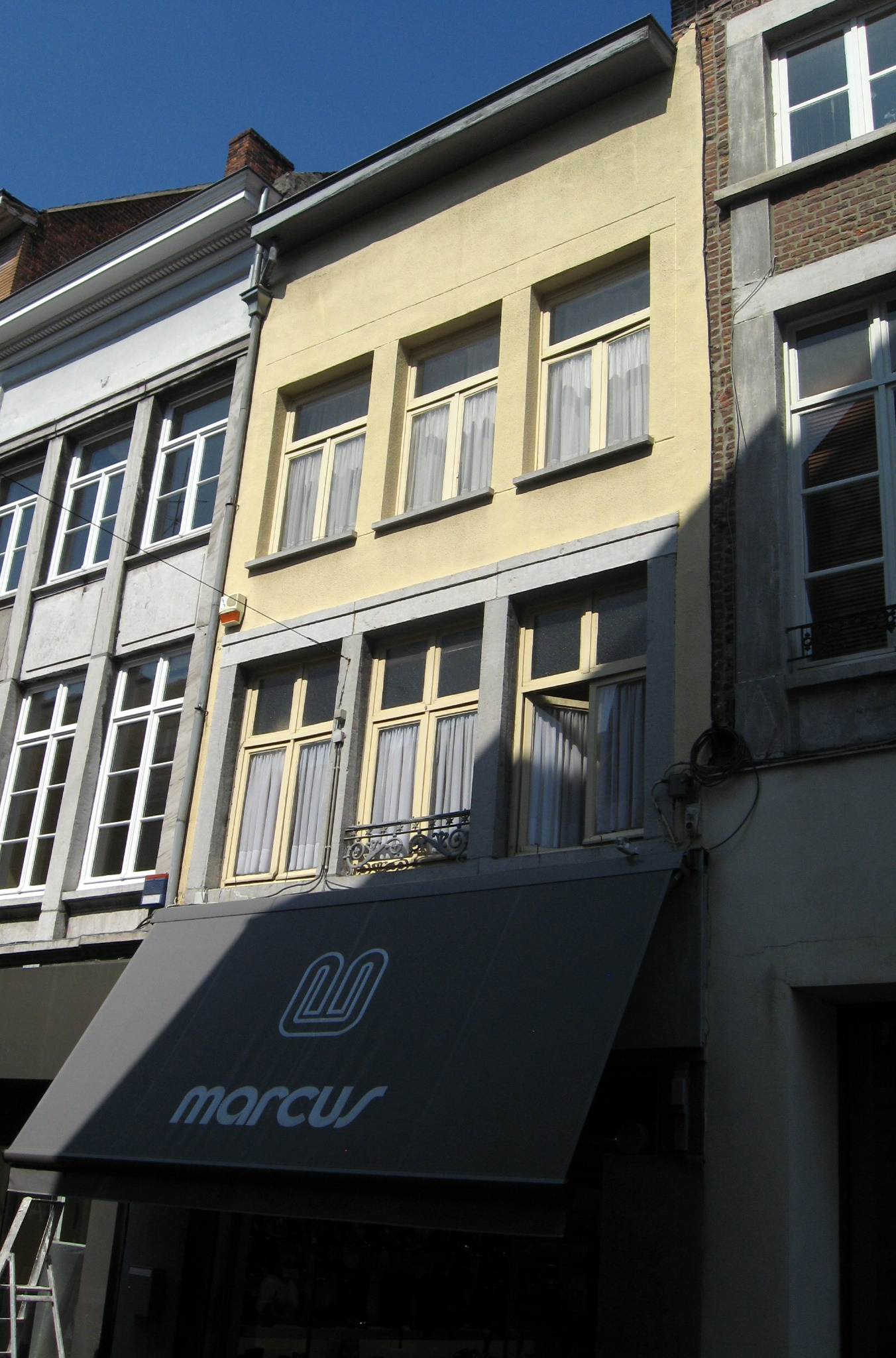
Den Turck

Den Turck is een huis, gelegen aan Kapelstraat 3 te Hasselt.
Vanaf de 18e eeuw ook De Fonteyne genaamd, is het een betrekkelijk onopvallend pand van drie bouwlagen. De benedenverdieping is al lange tijd als winkel in gebruik, sinds 1955 een schoenwinkel. Daarom is deze sterk gewijzigd. Het huis stamt uit het midden van de 18e eeuw en werd in 1980 als monument geklasseerd.